# Blancoa guacharo
Blancoa guacharo är en spindelart som beskrevs av Huber 2000. Blancoa guacharo ingår i släktet Blancoa och familjen dallerspindlar.
Artens utbredningsområde är Venezuela. Inga underarter finns listade.